# Hérauts de la Bonne Nouvelle
Ne doit pas être confondu avec Hérauts de l'Évangile.
Les hérauts de la Bonne Nouvelle (en latin : Societas Praeconum Bonae Notitiae) est une société de vie apostolique masculine de droit pontifical.

## Histoire
En décembre 1976, le pape Paul VI érige le diocèse d'Eluru (it) en prenant une partie du territoire du diocèse de Vijayawada (it). Le père Jose Kaimlett est nommé responsable de ce changement. Après l'érection du nouveau district ecclésiastique, il continue à servir le diocèse en prenant conscience de la pénurie de prêtres, et veut fonder une société de vie apostolique pour aider l'Église à favoriser les vocations sacerdotales, mais ses responsabilités l'empêchent de mener son projet à bien. En 1984, sa mission dans le diocèse était plus ou moins accomplie, il obtient l'accord et le soutien de John Mulagada, évêque d’Eluru, de créer sa société.
L'institut est fondé le 14 octobre 1984 avec l'approbation des constitutions par John Mulagada. Le 12 décembre suivant, c'est la création de la maison-mère et du premier petit séminaire à Kurukkuru. Le 2 février 1985, le fondateur, trois prêtres et deux frères prennent un engagement permanent envers l'institut en présence de l'évêque. Après la messe, les membres élisent à l’unanimité le père Jose Kaimlett comme premier directeur général de la société. Il est réélu le 26 décembre 1990 lors du deuxième chapitre général. Le 5 mai 1991, mons. Mulagada se conforme aux directives de la congrégation pour l'évangélisation des peuples et érige l’institut des hérauts de Bonne Nouvelle comme société cléricale missionnaire de vie apostolique de droit diocésain. L'institut est reconnu le 5 mai 1999 par Jean-Paul II et reçoit du Saint-Siège l'approbation de ses constitutions le 15 août 2009.
Deux autres sociétés de vie apostolique de droit diocésain sont fondées par le père Jose Kaimlett : les sœurs de la Bonne Nouvelle en 1992 et les pères missionnaires de la Compassion en 2003.

## Activité et diffusion
Le but de la compagnie est de susciter des vocations au sacerdoce et de former le clergé pour les missions et les territoires où ils font défaut.
Ils sont présents en :
- Asie : Inde, Papouasie-Nouvelle-Guinée.
- Amérique : Canada, États-Unis, Guatemala.
- Afrique : Afrique du Sud, Kenya, Ouganda.
- Europe : Italie, Pays-Bas.

Fin 2005, la société comptait 407 membres dont 214 prêtres répartis sur 47 maisons.
Le 13 mai 2021, le pape François nomme Siby Mathew Peedikayil (en) évêque d'Aitape (en) (Papouasie-Nouvelle-Guinée). Il est le premier évêque issu de cet ordre.